# Seznam ulic v Maloměřicích
Seznam ulic v Maloměřicích uvádí přehled ulic a veřejných prostranství na území evidenční části obce Maloměřice v Brně, která je územně totožná s katastrálním územím Maloměřice a tvoří části městských částí Brno-Maloměřice a Obřany a Brno-Židenice.

## Seznam
| Název             | Pojmenováno po                | Souřadnice                       | Obrázek | Commons             | RÚIAN   | Mapy.cz         |
| ----------------- | ----------------------------- | -------------------------------- | ------- | ------------------- | ------- | --------------- |
| Baarovo nábřeží   | Jindřich Šimon Baar           | 49°12′37″ s. š., 16°38′17″ v. d. |         | Baarovo nábřeží     | 21067   | stre&id=78952   |
| Babická           | Babice nad Svitavou           | 49°13′36″ s. š., 16°39′26″ v. d. |         | Babická (Brno)      | 21202   | stre&id=78966   |
| Borky             |                               | 49°13′5″ s. š., 16°38′40″ v. d.  |         | Borky (Brno)        | 21539   | stre&id=78998   |
| Cacovice          | Cacovice                      | 49°13′28″ s. š., 16°38′16″ v. d. |         |                     | 22047   | stre&id=79049   |
| Dolnopolní        |                               | 49°12′52″ s. š., 16°38′30″ v. d. |         | Dolnopolní          | 22781   | stre&id=79122   |
| Franzova          | Ferdinand Franz               | 49°13′10″ s. š., 16°38′30″ v. d. |         | Franzova (Brno)     | 23400   | stre&id=79184   |
| Hamry             |                               | 49°13′18″ s. š., 16°38′33″ v. d. |         | Hamry (Brno)        | 23671   | stre&id=79211   |
| Hrubinky          |                               | 49°13′37″ s. š., 16°38′58″ v. d. |         |                     | 24368   | stre&id=79280   |
| Hádecká           |                               | 49°13′18″ s. š., 16°38′46″ v. d. |         |                     | 23833   | stre&id=79227   |
| Hády              | Hády                          | 49°13′14″ s. š., 16°39′37″ v. d. |         |                     | 23841   | stre&id=79228   |
| Jarní             | jaro                          | 49°12′56″ s. š., 16°39′25″ v. d. |         | Jarní (Brno)        | 24694   | stre&id=79313   |
| Karlova           | Karel IV. Lucemburský         | 49°12′48″ s. š., 16°38′37″ v. d. |         | Karlova (Brno)      | 25429   | stre&id=79386   |
| Krasová           | Moravský kras                 | 49°13′37″ s. š., 16°39′3″ v. d.  |         |                     | 26280   | stre&id=79473   |
| Kulkova           | Josef Antonín Kulka           | 49°12′49″ s. š., 16°39′4″ v. d.  |         |                     | 26701   | stre&id=79515   |
| Kusákova          | František Kusák               | 49°13′35″ s. š., 16°38′40″ v. d. |         | Kusákova            | 27316   | stre&id=79576   |
| Manželů Suchých   | Josef Suchý Eliška Suchá      | 49°13′24″ s. š., 16°38′30″ v. d. |         | Manželů Suchých     | 1588681 | stre&id=5185890 |
| Markéty Kuncové   | Markéta Kuncová               | 49°12′36″ s. š., 16°38′20″ v. d. |         | Markéty Kuncové     | 27511   | stre&id=79596   |
| Mateří            |                               | 49°12′50″ s. š., 16°38′41″ v. d. |         |                     | 27634   | stre&id=79608   |
| Obřanská          | Obřany                        | 49°13′33″ s. š., 16°38′43″ v. d. |         | Obřanská (Brno)     | 28975   | stre&id=79740   |
| Olší              | olše                          | 49°13′27″ s. š., 16°38′24″ v. d. |         | Olší (Brno)         | 29068   | stre&id=79749   |
| Parková           | bývalý hřbitov v Maloměřicích | 49°13′30″ s. š., 16°38′33″ v. d. |         | Parková (Brno)      | 30775   | stre&id=79919   |
| Plíže             |                               | 49°12′51″ s. š., 16°38′45″ v. d. |         |                     | 29670   | stre&id=79809   |
| Pod Hády          | Hády                          | 49°12′48″ s. š., 16°39′55″ v. d. |         |                     | 36633   | stre&id=80502   |
| Podzimní          | podzim                        | 49°13′20″ s. š., 16°39′12″ v. d. |         |                     | 29955   | stre&id=79837   |
| Provazníkova      | Jaroslav Provazník            | 49°12′50″ s. š., 16°37′18″ v. d. |         | Provazníkova (Brno) | 30325   | stre&id=79874   |
| Proškovo náměstí  |                               | 49°13′14″ s. š., 16°38′41″ v. d. |         | Proškovo náměstí    | 31275   | stre&id=79968   |
| Rázusova          | Martin Rázus                  | 49°13′9″ s. š., 16°38′41″ v. d.  |         |                     | 30724   | stre&id=79914   |
| Sady              |                               | 49°12′52″ s. š., 16°38′34″ v. d. |         |                     | 31313   | stre&id=79972   |
| Selská            |                               | 49°13′5″ s. š., 16°38′36″ v. d.  |         | Selská (Brno)       | 31445   | stre&id=79985   |
| Slaměníkova       | František Slaměník            | 49°13′12″ s. š., 16°38′48″ v. d. |         | Slaměníkova         | 31658   | stre&id=80006   |
| Světlá            | brightness                    | 49°12′42″ s. š., 16°38′28″ v. d. |         | Světlá (Brno)       | 32506   | stre&id=80091   |
| Těsná             | šířka                         | 49°12′40″ s. š., 16°38′30″ v. d. |         |                     | 33197   | stre&id=80159   |
| Vlčnovská         | Vlčnov                        | 49°12′37″ s. š., 16°39′32″ v. d. |         | Vlčnovská (Brno)    | 34649   | stre&id=80304   |
| Vrbí              |                               | 49°13′2″ s. š., 16°38′44″ v. d.  |         | Vrbí (Brno)         | 34894   | stre&id=80329   |
| Vřesová           |                               | 49°13′22″ s. š., 16°38′28″ v. d. |         | Vřesová (Brno)      | 34924   | stre&id=80332   |
| Wágnerova         | Jaromír Wágner                | 49°10′37″ s. š., 16°38′26″ v. d. |         | Wágnerova (Brno)    | 36340   | stre&id=80473   |
| Zimní             | zima                          | 49°12′49″ s. š., 16°39′20″ v. d. |         |                     | 35688   | stre&id=80408   |
| park Elišky Suché | Eliška Suchá                  | 49°13′16″ s. š., 16°38′28″ v. d. |         | Park Elišky Suché   | 1588729 | stre&id=5185892 |
| Čtvery hony       |                               | 49°13′36″ s. š., 16°38′52″ v. d. |         |                     | 22578   | stre&id=79102   |
| Říční             | Svitava                       | 49°13′15″ s. š., 16°38′32″ v. d. |         | Říční (Brno)        | 31259   | stre&id=79966   |
| Švestková         |                               | 49°12′52″ s. š., 16°39′23″ v. d. |         |                     | 33057   | stre&id=80145   |
| Švábenského       | Jan Švábenský                 | 49°12′59″ s. š., 16°38′40″ v. d. |         |                     | 33031   | stre&id=80143   |
| Žarošická         | Žarošice                      | 49°12′39″ s. š., 16°39′42″ v. d. |         | Žarošická (Brno)    | 37192   | stre&id=80558   |